# Зенфтенберг
Зенфтенберг (њем. Senftenberg) град је у њемачкој савезној држави Бранденбург. Једно је од 25 општинских средишта округа Обершпревалд-Лаузиц. Према процјени из 2010. у граду је живјело 27.029 становника. Посједује регионалну шифру (AGS) 12066304.

## Географски и демографски подаци
Зенфтенберг се налази у савезној држави Бранденбург у округу Обершпревалд-Лаузиц. Град се налази на надморској висини од 102 метра. Површина општине износи 127,0 km². У самом граду је, према процјени из 2010. године, живјело 27.029 становника. Просјечна густина становништва износи 213 становника/km².

## Партнерски градови
| Мјесто            | Држава    | Врста сарадње | Од    |
| ----------------- | --------- | ------------- | ----- |
| Нова Сол          | Пољска    | партнерство   | 1992. |
| Веспрем           | Мађарска  | партнерство   | 1996. |
|                   | Француска | партнерство   | 1961. |
| Сен Мишел сир Орж | Француска | партнерство   | 1996. |
| Жамберк           | Чешка     | партнерство   | 1964. |
| Сентенберг        | Аустрија  | партнерство   | 1991. |
| Извор             |           |               |       |